# 2021 în cinematografie
În 2021 în cinematografie au avut loc mai multe evenimente: premiera a numeroase filme și ceremonii de acordare a unor premii. Acest an în cinematografie, ca și 2020, a fost extrem de afectat de Pandemia de COVID-19.

## Evenimente
- 7 februarie: Filmul Colectiv regizat de Alexander Nanau, a fost desemnat cel mai bun documentar la ediția galei London Critics' Circle Film Awards.[1]
- 5 martie: Lungmetrajul Babardeală cu bucluc sau porno balamuc regizat de Radu Jude a câștigat Ursul de Aur la cea de-a 71-a ediție a Festivalului Internațional de Film de la Berlin.[2]
- 15 martie: Filmul Colectiv regizat de Alexander Nanau a fost nominalizat la categoriile Cel mai bun film străin și Cel mai bun film documentar la cea de-a 93-a ediție a Premiilor Oscar. Este primul film românesc nominalizat la Oscar.[3]
- 11 septembrie: Lungmetrajul Imaculat de George Chiper-Lillemark și Monica Stan a câștigat două premii la secțiunea Giornate degli Autori a Festivalului de Film de la Veneția: Authors under 40 Award pentru scenariu și GdA Director Award.[4]

## Premiere românești
Anul acesta sunt anunțate premierele următoarelor filme românești:
| Premiera            | Titlu                                      | Regizor                     | Distribuție                                                                            | Gen                     |
| ------------------- | ------------------------------------------ | --------------------------- | -------------------------------------------------------------------------------------- | ----------------------- |
| 2 martie 2021       | Babardeală cu bucluc sau porno balamuc     | Radu Jude                   | Katia Pascariu, Claudia Ieremia, Olimpia Mălai, Andi Vasluianu, Nicodim Ungureanu      | comedie, dramă          |
| 7 mai 2021          | Pup-o, mă! 2: Mireasa nebună               | Camelia Popa                | Alexandru Pop, Alin Panc, Cosmin Seleși, Lora, Florin Busuioc                          | comedie                 |
| iulie 2021 (Franța) | Întregalde                                 | Radu Muntean                | Maria Popistașu, Ilona Brezoianu, Alex Bogdan, Cuzin Toma                              | dramă                   |
| 23 iulie 2021       | Tata mută munții                           | Daniel Sandu                | Adrian Titieni, Elena Purea, Judith State, Valeriu Andriuță                            | dramă                   |
| 24 iulie 2021       | Străjerii Deltei                           | Liviu Marghidan             | Ionuț Achivoaie                                                                        | familie                 |
| 27 iulie 2021       | Mia își ratează răzbunarea                 | Bogdan Theodor Olteanu      | Ioana Bugarin, Maria Popistașu, Ana-Maria Guran                                        | dramă                   |
| 27 iulie 2021       | Neidentificat                              | Bogdan George Apetri        | Bogdan Farcas, Vasile Muraru, Emanuel Pârvu, Dragoș Dumitru                            | dramă                   |
| 27 iulie 2021       | Noi împotriva noastră                      | Andra Tarara                | Andra Tarara, Ion Tarara                                                               | film documentar         |
| 28 iulie 2021       | Câmp de maci                               | Eugen Jebeleanu             | Conrad Mericoffer, Alexandru Potocean, Radouan Leflahi                                 | dramă                   |
| 28 iulie 2021       | Otto Barbarul                              | Ruxandra Ghițescu           | Marc Titieni, Ioana Bugarin, Iulian Postelnicu, Ioana Flora, Adrian Titieni            | dramă                   |
| 28 iulie 2021       | În mijlocul meu, vocea                     | Andra Hera                  | Mihai Popa, Octavia Roman, Jean-René Toussaint                                         | film documentar         |
| 29 iulie 2021       | Rondul de noapte                           | Iosif Demian                | Laszlo Matray, Ilinca Hărnuț, Zsolt Bogdan, Ada Condeescu, Cuzin Toma, Manuela Hărăbor | comedie, dramă          |
| 29 iulie 2021       | Omul cu umbra                              | Dragos Hanciu               | Gheorghe Blondă, Dragos Hanciu                                                         | film documentar         |
| 30 iulie 2021       | Copacul dorințelor: Amintiri din copilărie | Andrei Huțuleac             | Maya Noelle Prediger, Teodor Corban, Matei Dima, Cosmin Nedelcu, Grigorie Silișteanu   | familie, fantastic      |
| 30 iulie 2021       | Căutătorul de vânt                         | Mihai Sofronea              | Dan Bordeianu, Olimpia Melinte, Adrian Titieni                                         | dramă film istoric      |
| 30 iulie 2021       | Scara                                      | Vlad Păunescu               | Eduard Trifa, Ana Maria Guran, Horațiu Mălăele                                         | dramă                   |
| 10 august 2021      | Lebensdorf                                 | Vali Hotea                  | Mimi Brănescu, Ana Covalciuc, Ioana Flora                                              | comedie                 |
| 17 august 2021      | România sălbatică                          | Dan Dinu, Cosmin Dumitrache |                                                                                        | documentar              |
| 20 august 2021      | Complet necunoscuți                        | Octavian Strunilă           | Anca Dumitra, Andreea Grămoșteanu, Leonid Doni                                         | comedie, dramă          |
| 24 august 2021      | După 40 de zile                            | Andrei Gruzsniczki          | Mircea Andreescu, Valer Dellakeza, Gabriel Spahiu                                      | dramă                   |
| 5 noiembrie 2021    | Inve$titorii                               | Iura Luncașu                | Codin Maticiuc, Cosmin Natanticu, Andrei Mateiu                                        | comedie                 |
|                     | Om-Câine                                   | Ștefan Constantinescu       | Bogdan Dumitrache, Ofelia Popii                                                        | dramă                   |
|                     | O secundă                                  | Octavian Iacob              | Maia Morgenstern, Bianca Tofan, Octavian Iacob                                         | dramă, mister, thriller |